# Kinas herrlandslag i ishockey
Kinas herrlandslag i ishockey har vid VM som bäst spelat i turneringens andranivå (det vill säga B-gruppen). Laget rankades av IIHF 38:a i världen efter VM 2013.
Den 12 februari 1972 spelade Folkrepubliken Kina sina första herrlandskamp i ishockey, i Bukarest, där man förlorade med 4-6 mot Rumänien .

## VM-statistik

### 1972-2006
| VM-Turneringar    | Matcher | Segrar | Oavgjorda | Förluster | Gjorda mål | Insläppta mål | Poäng |
| ----------------- | ------- | ------ | --------- | --------- | ---------- | ------------- | ----- |
| A-VM              | 0       | 0      | 0         | 0         | 0          | 0             | 0     |
| B-VM/Division I   | 54      | 5      | 2         | 47        | 112        | 508           | 12    |
| C-VM/Division II  | 122     | 65     | 14        | 43        | 590        | 489           | 144   |
| D-VM/Division III | 0       | 0      | 0         | 0         | 0          | 0             | 0     |

### 2007-
| VM-Turneringar | Matcher | Segrar | Förluster | Sudden deaths-/Straffläggningssegrar | Sudden deaths-/Straffläggningsförluster | Gjorda mål | Insläppta mål | Poäng |
| -------------- | ------- | ------ | --------- | ------------------------------------ | --------------------------------------- | ---------- | ------------- | ----- |
| VM             | 0       | 0      | 0         | 0                                    | 0                                       | 0          | 0             | 0     |
| Division I     | 5       | 0      | 5         | 0                                    | 0                                       | 8          | 45            | 0     |
| Division II    | 50      | 22     | 22        | 4                                    | 2                                       | 210        | 212           | 76    |
| Division III   | 0       | 0      | 0         | 0                                    | 0                                       | 0          | 0             | 0     |

- ändrat poängsystem efter VM 2006, där seger ger 3 poäng istället för 2 och att matcherna får avgöras genom sudden death (övertid) och straffläggning vid oavgjort resultat i full tid. Vinnaren får där 2 poäng, förloraren 1 poäng.